# これからアナタを奪うから!!!－ユウワク・ソウダツ・シスターズ－
『これからアナタを奪うから!!!－ユウワク♥ソウダツ♥シスターズ－』（これからあなたをうばうから ゆうわくそうだつしすたーず）は、2018年12月21日にアストロノーツ・コメットから発売されたアダルトゲームである。

## 解説
本作は個性的な3人の美人教師が、一人の少年を巡って恋の火花を散らす様子を描いたアドベンチャーゲームである。
ヒロイン同士の取り合いもあるものの、本作は純愛の要素が強く、基本的には明るい雰囲気のまま物語が展開する。
本作独自システムのうち、「パンツ履き替えシステム」はヒロインがHシーンごとに異なるパンツを履くものであり、たとえば白い下着を履いている時は清楚さをアピールする意図が込められている
このほかにも、放置されたヒロインが嫉妬のあまり主人公に襲いかかる「ユウワク／ジェラシーシステム」がある。

## あらすじ
男子校・一ノ瀬学園似通う主人公・石堂 鳴海（せきどう なるみ）は、学園のマドンナ的存在である養護教諭みたまと、科学教師である綾のある一面を知ったことがきっかけで、二人と親しくなる。
鳴海はプラトニックな関係を保った上で二人との付き合いを続けてきたが、新任の英語教師パティによって性的な関係に持ち込まれてしまったことにより、みたまと綾も鳴海に対して性的な誘惑をするようになった。

## 登場人物
石堂 鳴海（せきどう なるみ）
本作の主人公。
みたまを始めとするだらしのない人間が周りに多かったせいか、しっかりした性格をしている。

### ヒロイン
如月 みたま（きさらぎ みたま）
声：みる
一ノ瀬学園に勤務する養護教諭。鳴海とは幼少期から実の兄弟のように育ってきた。甘え上手で、鳴海のことを「なーくん」と呼んでいる。
温厚な性格で学園中の男子からの人気は高い一方、私生活では自堕落に振る舞い、鳴海に頼り切っている。
御堂 綾（みどう あや）
声：榛名れん
一ノ瀬学園に勤務する科学教諭。怖い顔つきと朴訥とした口調から恐れられる一方、一部の生徒たちから人気を誇る。
実際は気弱な性格をしており、学園での振る舞いは本性を隠すためのものである。また、怖い顔つきは元からである。
パトリシア・ブラウン
声：綾音まこ
英語教諭として一ノ瀬学園に勤務してきた女性。明るい性格である一方、立場をわきまえることなく生徒と接する傾向にある。
一目惚れした鳴海と肉体関係を結ぶものの、信頼できない相手に股を開くほど淫乱ではない。
また、ハイテンションながらも抜け目のないところがある。

### その他
黒崎 俊太郎（くろさき しゅんたろう）
鳴海の友人。鼻に絆創膏を貼っていることが多い。スケベな性格で、特に尻に対するこだわりが強い。考えずに行動するため周囲から馬鹿扱いされているが、根っからの悪人ではない。
不破 剛（ふわ つよし）
鳴海の友人。熊のような大男。スケベなところを除いてはまともであるため、鳴海から一目置かれている。
俊太郎とは似たような趣味を持つものの、こだわりの対象が異なることから、よく衝突する。

## スタッフ
- 原画・キャラクターデザイン：たいのね[1]
- シナリオ：金岡さざん、なかぢ、霧島へるん、中村亮太